# テイラー・ティーガーデン
テイラー・ヒル・ティーガーデン（Taylor Hill Teagarden, 1983年12月21日 - ）は、アメリカ合衆国・テキサス州ダラス出身のプロ野球選手（捕手）。右投右打。MLB・シカゴ・カブス傘下所属。

## 経歴

### プロ入り前
テキサス大学オースティン校時代には、2004年に世界大学野球選手権(米国代表)、2005年にメンズ・カレッジ・ワールドシリーズでそれぞれ優勝を経験。

### プロ入りとレンジャーズ時代

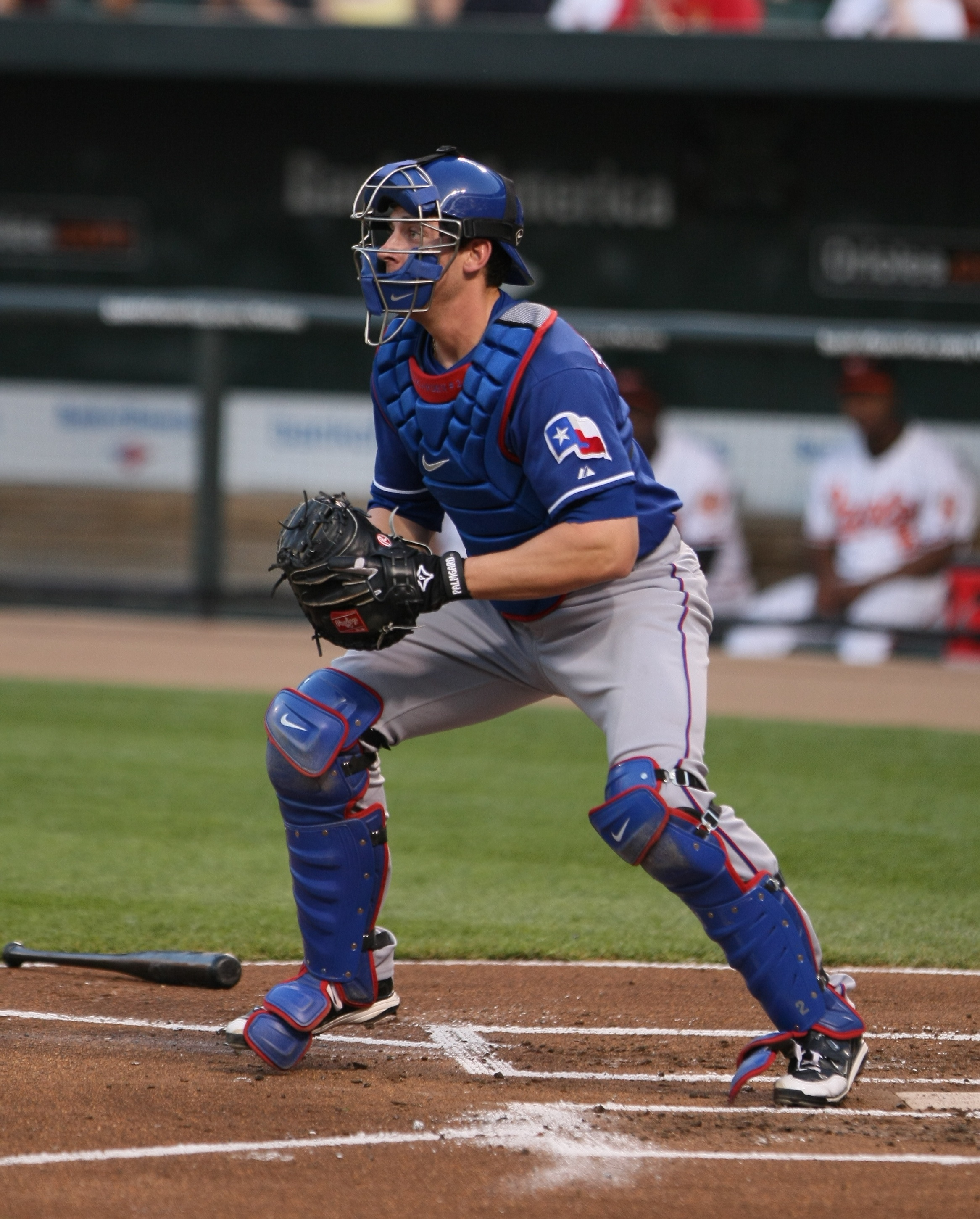
テキサス・レンジャーズ時代
(2009年4月27日)

2005年、MLBドラフトでテキサス・レンジャーズから3巡目（全体99位）指名され、プロ入り。
2008年は傘下のAAA級オクラホマ・レッドホークスで打率2割2分台だったが、7月18日のミネソタ・ツインズ戦でメジャーデビュー。その後、一旦マイナーへ降格したが、8月には北京オリンピックに野球アメリカ合衆国代表として出場し、銅メダルを獲得している。メジャーでは16試合の出場ながら6本塁打を放ち、OPSは1.205だった。
2009年は自己最高の64試合に出場したが、正捕手獲得には至らなかった。
2010年からはメジャーとマイナーの往復が続いており、ヨービット・トレアルバとマイク・ナポリが加入した2011年は、僅か14試合の出場に留まった。

### オリオールズ時代
2011年12月1日にマイナー投手1名と後日指名選手との交換でボルチモア・オリオールズに移籍した。オリオールズではマット・ウィータースのバックアップを務め ていたが、2012年以降は打率1割台と打撃面で活躍できず、2013年9月1日にDFAとなった。10月1日にFAとなった。

### メッツ時代
2014年1月6日にニューヨーク・メッツとマイナー契約を結んだ。傘下のAAA級ラスベガス・フィフティワンズで開幕を迎え、6月8日にメッツとメジャー契約を結んだ。昇格後は9試合に出場したが、6月24日に左ハムストリングの故障で15日間の故障者リスト入りした。7月31日に故障者リストから外れたものの、AAA級ラスベガスへ降格。この年は9試合の出場にとどまり、打率.143・1本塁打・5打点だった。オフの10月1日にマイナー契約を拒否したため、FAとなった。

### カブス時代
2015年1月10日にシカゴ・カブスとマイナー契約を結んだ。開幕は傘下のAAA級アイオワ・カブスで迎えたが、7月4日にメジャー契約を結び、25人枠入りした。8月2日にDFAとなり、4日に40人枠を外れる形でAAA級アイオワへ降格した。10月11日に40人枠入りした。

## 薬物疑惑
アメリカ合衆国のヤフースポーツは2015年12月26日、インディアナ州にあるアンチエイジングのクリニックで薬剤師として務めていた男性が、ティーガーデンにヒト成長ホルモンなどの禁止薬物を提供していたと報じた。記事によるとNFLのペイトン・マニングが、2011年のインディアナポリス・コルツ時代に首の故障からの回復を促すため、同クリニックから禁止薬物を受け取っていた事実があり、ティーガーデンも同様だったとのこと。彼に関しては、あからさまに禁止薬物の使用について話をする姿を捉えたビデオが存在するという。弁護士が声明を出し「完全に偽り」と否定した
2016年4月1日、80試合の出場停止処分を受けた。

## 詳細情報

### 年度別打撃成績
| 年 度    | 球 団    | 試 合 | 打 席 | 打 数 | 得 点 | 安 打 | 二 塁 打 | 三 塁 打 | 本 塁 打 | 塁 打 | 打 点 | 盗 塁 | 盗 塁 死 | 犠 打 | 犠 飛 | 四 球 | 敬 遠 | 死 球 | 三 振 | 併 殺 打 | 打 率 | 出 塁 率 | 長 打 率 | O P S |
| -------- | -------- | ----- | ----- | ----- | ----- | ----- | -------- | -------- | -------- | ----- | ----- | ----- | -------- | ----- | ----- | ----- | ----- | ----- | ----- | -------- | ----- | -------- | -------- | ----- |
| 2008     | TEX      | 16    | 53    | 47    | 10    | 15    | 5        | 0        | 6        | 38    | 17    | 0     | 0        | 0     | 0     | 5     | 0     | 1     | 19    | 0        | .319  | .396     | .809     | 1.205 |
| 2009     | TEX      | 60    | 218   | 198   | 26    | 43    | 13       | 0        | 6        | 74    | 24    | 0     | 0        | 3     | 2     | 14    | 0     | 1     | 76    | 6        | .217  | .270     | .374     | .644  |
| 2010     | TEX      | 28    | 85    | 71    | 10    | 11    | 1        | 0        | 4        | 24    | 6     | 0     | 0        | 4     | 0     | 8     | 0     | 2     | 34    | 0        | .155  | .259     | .338     | .597  |
| 2011     | TEX      | 14    | 36    | 34    | 3     | 8     | 2        | 0        | 0        | 10    | 2     | 0     | 0        | 0     | 0     | 2     | 0     | 0     | 13    | 0        | .235  | .278     | .294     | .572  |
| 2012     | BAL      | 22    | 64    | 57    | 4     | 9     | 3        | 0        | 2        | 18    | 9     | 0     | 0        | 2     | 0     | 5     | 0     | 0     | 23    | 1        | .158  | .226     | .316     | .542  |
| 2013     | BAL      | 23    | 62    | 60    | 3     | 10    | 2        | 0        | 2        | 18    | 5     | 0     | 1        | 1     | 0     | 1     | 0     | 0     | 18    | 0        | .167  | .180     | .300     | .480  |
| 2014     | NYM      | 9     | 30    | 28    | 1     | 4     | 0        | 0        | 1        | 7     | 5     | 0     | 0        | 0     | 0     | 2     | 0     | 0     | 7     | 1        | .143  | .200     | .250     | .450  |
| 2015     | CHC      | 8     | 15    | 15    | 0     | 3     | 0        | 0        | 0        | 3     | 2     | 0     | 0        | 0     | 0     | 0     | 0     | 0     | 4     | 1        | .200  | .200     | .200     | .400  |
| MLB：8年 | MLB：8年 | 180   | 563   | 510   | 57    | 103   | 26       | 0        | 21       | 192   | 70    | 0     | 1        | 10    | 2     | 37    | 0     | 4     | 194   | 9        | .202  | .260     | .376     | .637  |

### 背番号
- 2 (2008年 - 2011年)
- 31 (2012年 - 2013年)
- 23 (2014年)
- 27 (2015年)

### 代表歴
- 2008年北京オリンピックの野球競技・アメリカ合衆国代表